# Геза Ревес
Геза Ревес (угор. Révész Géza; *31 серпня 1902, Шаторальяуйхей — †22 грудня 1977, Будапешт) — активіст комуністичного руху в Угорщині, волонтер червоних загонів Бели Куна. Згодом — угорський державний діяч, дипломат, міністр оборони Угорської Народної Республіки (1957-1960).

## Біографія
Юнаком воював у складі угорської Червоної Армії, невдовзі втік до Австрії, потім повернувся до Угорщини і був заарештований, в 1923 засуджений до 10 років позбавлення волі — за терористичну діяльність у складі большевицьких угруповань. Отримав технічну освіту і працював військовим інженером. Під час Другої світової війни мобілізований до сталінської армії, брав участь в окупації Угорщини військами СССР.
Після окупації Угорщини та створення комуністичної маріонеткової держави — Угорська Народна Республіка — направлений на тамтешню службу. 1947-1948 — посол Угорщини в комуністичній Польщі. Потім працював в Міністерстві оборони УгорНР.
Після придушення Угорського повстання 1956 обіймав в 1957-1960 пост міністра оборони Угорщини. Після відставки — посол комуністичної Угорщини в СССР.
З 1969 — голова Центрального Комітету народного контролю.